# Jan Vávra (herec)

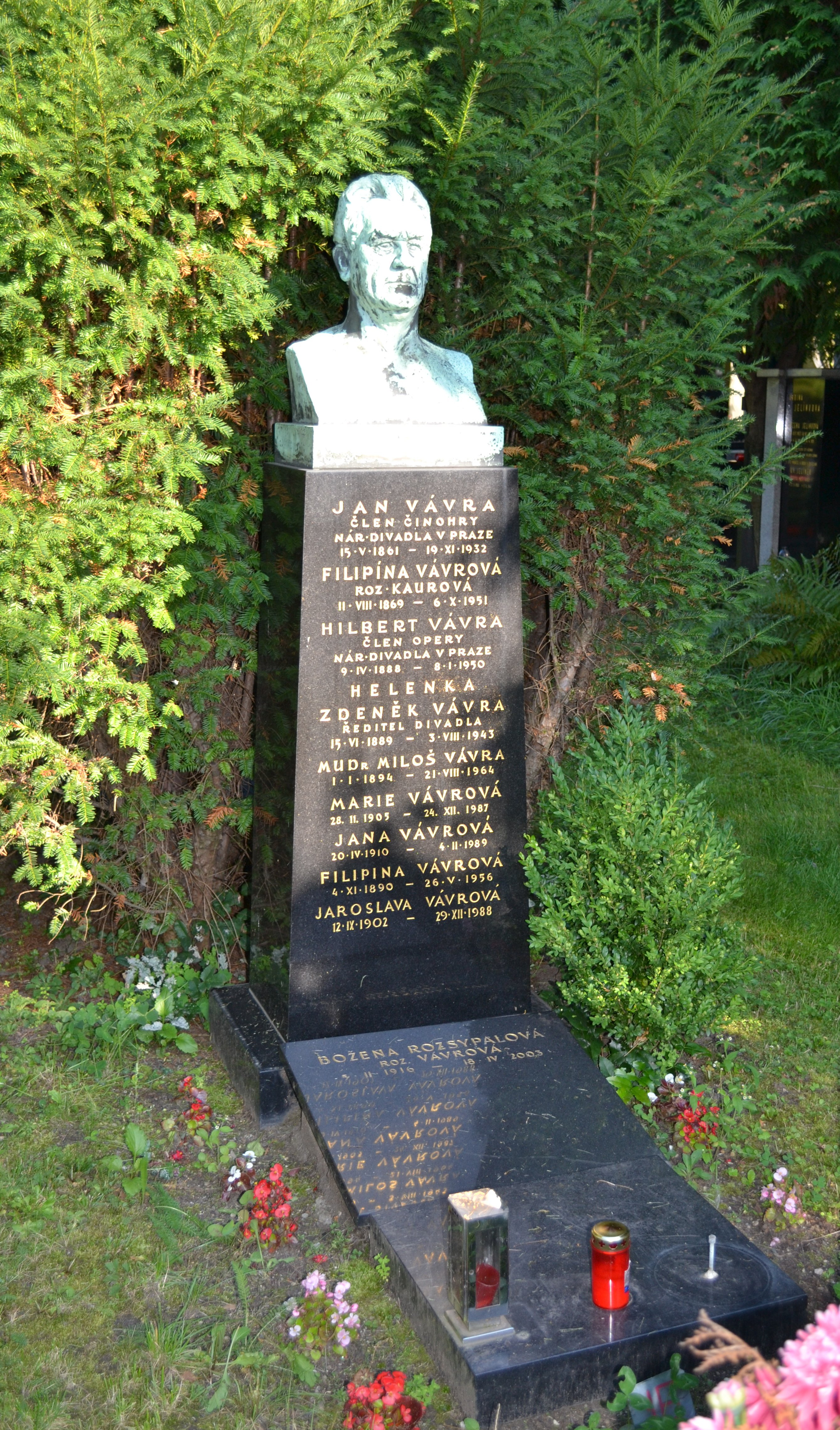
Hrob Jana Vávry na Vinohradském hřbitově v Praze

Jan Vávra (15. května 1861, Praha-Nové Město – 19. listopadu 1932, Praha) byl český divadelní herec.

## Život
Pocházel z bohaté pražské mlynářské rodiny. Jeho starší bratr Antonín (7. ledna 1847 – 8. června 1932) byl zpěvákem – tenoristou v Národním divadle a bratr Václav (26. srpna 1854 – 21. března 1922) zde byl hercem. Janův syn Jan Hilbert (9. dubna 1888 – 8. ledna 1950) byl členem opery Národním divadla (zpěvák – barytonista). Do širší rodiny patřil i Karel Vávra (1884 – 11. dubna 1931), herec a režisér Divadla na Vinohradech.
Studoval na Vyšší hospodářské škole v Táboře, kterou ukončil v roce 1880 a následně převzal rodinnou živnost. S divadlem začínal jako ochotník ve spolku Pokrok na pražském Žižkově. Jako ochotník používal pseudonym Jan Pachta, pod kterým vystoupil v letech 1883 a 1887 jako host rovněž dvakrát v Národním divadle v Praze. První angažmá získal v Brně v roce 1885 u ředitele F. Pokorného. Odmítl nabízené angažmá v Národním divadle a pokračoval u mimopražských divadelních společností (V. Hübner, J. L. Chmelenský, J. Blažek a F. Lacina). Roku 1887 se Jan Vávra oženil s Filipínoun Kaurovou (1869-1951), která v letech 1926 až 1949 natočila pod jménem Karolína Filipína Vávrová přes 60 filmů, a s kterou měl i syna herce Zdeňka Vávru (1889-1943), herce a lékaře Miloše Vávru (1894-1964), Filipínu Vávrovou (1890-1956) a Jaroslavu Vávrovou (1902-1988). V roce 1892 hostoval znovu v pražském Národním divadle, již pod svým jménem.
V roce 1898 získal koncesi pro pražské divadlo Uranie, kde úspěšně působil jako herec i režisér. V roce 1899 byl znovu pozván do Národního divadla a od 1. ledna 1900 zde byl angažován jako člen činohry. V Národním divadle působil až do svého odchodu do důchodu v říjnu roku 1925. V období působení režiséra Jaroslava Kvapila patřil spolu s Eduardem Vojanem, Karlem Želenským, Rudolfem Deylem, Jaroslavem Hurtem a dalšími k předním osobnostem Národního divadla. Po Kvapilově odchodu z ND v roce 1918 však Vávra jako herec uvolnil místo představitelům expresionistického směru. Na scéně Národního divadla vystoupil naposledy jako host u příležitosti svých 70. narozenin dne 23. 5. 1931 v roli Jana Žižky ve stejnojmenné hře Aloise Jiráska.
Je pochován v rodinném hrobě na Vinohradském hřbitově v Praze.

## Citát
| „                 | To byl Jan Vávra, člen té divadelní dynastie vávrovské, z níž pošel vynikající Antonín Vávra, tenorista Prozatímního a z prvních let Národního divadla, i ten Karel Vávra, jeden z nejosobitějších a nejdelikátnějších herců současných;...Sám příslušník zámožné starousedlé mlynářské rodiny pražské mohl se těšiti svými divadelními zálibami, aniž v nich prozatím hledal existenci, a měl všechny nutné předpoklady, aby nabyl divadelní koncese. | “ |
| — Jaroslav Kvapil | |   |

## Divadelní role, výběr
- 1887 F. A. Šubert: Probuzenci, Tomeš Vítek, Národní divadlo, režie František Kolár (Jan Vávra hrál pod pseudonymem Jan Pachta)
- 1900 William Shakespeare: Kupec benátský, Salanio, Národní divadlo, režie Jakub Seifert
- 1901 William Shakespeare: Romeo a Julie, Benvolio, Národní divadlo, režie Jaroslav Kvapil
- 1902 William Shakespeare: Macbeth, Vojín, Národní divadlo, režie Jaroslav Kvapil
- 1906 William Shakespeare: Julius Caesar, Marcus Brutus, Národní divadlo, režie Jaroslav Kvapil
- 1907 A. P. Čechov: Tři sestry, Baron Tuzenbach, Národní divadlo, režie Jaroslav Kvapil
- 1911 Arnošt Dvořák: Král Karel IV., Jan Žižka, Národní divadlo, režie Jaroslav Kvapil
- 1914 William Shakespeare: Král Lear, Hrabě Kent, Národní divadlo, režie Jaroslav Kvapil
- 1916 William Shakespeare: Jindřich IV., titul. role, Národní divadlo, režie Jaroslav Kvapil
- 1920 William Shakespeare: Hamlet, Claudius, Národní divadlo, režie Karel Mušek
- 1923 bratří Mrštíkové: Maryša, Vávra, Národní divadlo, režie Václav Vydra
- 1923 William Shakespeare: Jak se vám líbí, Vypuzený vévoda, Stavovské divadlo, režie K.H.Hilar
- 1925 Henri Bataille: Mamá Kolibřík, Baron de Rysberque, Stavovské divadlo, režie Jiří Steimar
- 1931 Alois Jirásek: Jan Žižka, Jan Žižka z Trocnova a z Kalicha, j. h. , Národní divadlo, režie Vojta Novák